# 劉啟秀
劉啟秀（?—?），字懷芳，贵州都勻人，清朝政治人物。同進士出身。

## 生平
乾隆二十八年（1763年）癸未科進士，三甲三十四名，后官玉田知縣。著有《養園詩鈔》。